# Сліпняк злаковий
Сліпняк злаковий (Leptopterna dolabrata) — вид клопів родини трав'яних клопів (Miridae).

## Поширення
Трапляється у трав’янистих місцевостях більшої частини Європи на північ від Середземного моря та на схід від Малої Азії до регіону Каспійського моря. Інтродукований у Північній Америці. Мешкає на вологих луках.

## Опис
Довжина тіла становить від 7 до 9,7 мм. Між очима є поперечна борозна. Ноги та вусики довгі, чорного кольору. Другий членик вусика набагато довший за третій і четвертий разом узяті. Напівкрила червоні або помаранчево-жовті. Самці від чорно-жовтого до чорно-оранжево-червоного кольору, з віком темніють. Самиці забарвлені в зелено-жовтий колір. Самиці зазвичай короткокрилі, самці завжди довгокрилі.

## Спосіб життя
Мешкає в травах і злаках, де висмоктує соки з листя, стебел і колосків. Німфи вилуплюються з початку до середини травня і розвиваються в дорослих клопів до червня. Вони живуть до серпня, зрідка у вересні. Самиці відкладають подовжені яйця у липні в порожнину в нижній частині трави або в щілину між піхвою листа і стеблом. Там яйця зимують.